# Fiat 125
Fiat 125 var en kompakt sportsedan, tillverkad av den italienska biltillverkaren Fiat mellan 1967 och 1972. 
125 byggde på bottenplattan från företrädaren Fiat 1300/1500 medan tak och dörrar härstammade från den mindre Fiat 124. Motorn var den andra versionen av Fiats nu legendariska twincammotor (den allra första på 1438 cc satt i 124 Spider året innan). Konstruerad av Aurelio Lampredi från Ferrari hade den gjutjärnsblock, aluminiumtopp med dubbla överliggande kamaxlar och en tvåports Weber-förgasare. Detta var världens första fyrcylindriga motor med två remdrivna kamaxlar. Den hade även en revolutionerande enkel konstruktion av ventilspelsjustering som senare kopierades bland annat av svenska Volvo. 
Andra tecken på dess släktskap med sportvagnar var skivbromsar på alla fyra hjulen samt golvplacerad växelspak med korta slag. 
1969 presenterades 125 Special som fick 100 hk genom andra kamaxlar, grenrör samt förgasare. Den hade även som en av de allra första bilarna intervalltorkare, vilket senare skulle bli standard i alla bilar. Andra förbättringar var 5-växlad låda, halogenstrålkastare, servobromsar med dubbla kretsar, lägre fjädring, förbättrad ventilation, superlätta magnesiumfälgar samt inre/yttre kosmetiska förändringar. Stolarna fick delvis tygklädsel istället för konstläder i 125 "Berlina". 
1971 fick 125 Special en ansiktslyftning vilket innebar bredare fram/bakljus, nya stötfångare och förbättrad inredning - bland annat instrumentbräda i trä och hel tygklädsel i stolarna. Nya tillval var 3-stegad automatlåda från GM, elektronisk tändning samt luftkonditionering. 
125:an utgjorde även grund för specialmodeller från flera karossmakare, som Moretti, Vignale och Zagato. 
Den tillverkades även på licens i många länder som Polen, Egypten, Chile, Jugoslavien och Argentina där man tillverkade 125 ända fram till 1991.
Fiat 125 var en omtyckt sportig familjebil. "Fullblodsmotor", kallade tidens test-guru Jan Ullén den för sin tid mycket vassa twincam-motorn.
Fiat 125 Special var Fiats första officiella rallysatsning med fabriksteam, och även den enda bil man använt som både servicebil och rallybil i samma team. Man tävlade framgångsrikt i klassen Grupp 1 (standardvagnar) i bland annat Safarirallyt och Monte Carlorallyt.
I Sverige tävlade bland annat Håkan Lindberg framgångsrikt i flera år, med höga placeringar i bland annat Svenska Rallyt. 
Varianter:
| Modell      | Motor               | Cylindervolym | Effekt | Bränslesystem           |
| ----------- | ------------------- | ------------- | ------ | ----------------------- |
| 125         | 4-cyl radmotor DOHC | 1608 cm³      | 90 hk  | Tvåports Weberförgasare |
| 125 Special | 4-cyl radmotor DOHC | 1608 cm³      | 100 hk | Tvåports Weberförgasare |

## Polski Fiat 125P
125P byggdes på licens av polska FSO som Polski Fiat 125P och tillverkades fram till 1991 i 1 445 699 exemplar. 
Detta var i princip en Fiat 1300/1500 "Juventus" men med kaross från 125. Motor, bromsar och inredning skilde sig helt från den italienska 125.
Historien om Polski Fiat 125P började 22 december 1965 när ett licenskontrakt undertecknades mellan Fiat och Polska handelsministeriet. Till en början gällde kontraktet för Fiat 1300/1500 som tillverkades från 1961 fram till 1967. 
Ett tillägg till licensavtalet gjordes 21 maj 1966 gällande den nya karossen. Det var inte helt lätt att anpassa det gamla 1300/1500-chassit till den nya karossen. Eftersom den polska versionen skiljde sig från den italienska fick den polska versionen av Fiat:en ändelsen P. 
Den 28 november 1967 åkte den första Fiat 125P av monteringsbandet, den var ihopsatt helt av italienska delar. Under 1968 tillverkade man 7101 exemplar av 125P. Från och med 1969 började också 125P med 1500-motorn att tillverkas. De största förändringarna skedde 1972 då kombi- och pickupmodellen kom. 1975 kom större yttre karosseriförändringar samt 1983 då bilen fick ändra namn till FSO 125P. 
I mindre serier tillverkades också 6-dörrars 125P både som sedan och cabriolet, dessutom MonteCarlo 1600 och Akropolis 1800 med motorer från Fiat 132. 
Man hade också sportsliga framgångar med bilen, år 1972 vann man bland annat i MonteCarlo och Akropolis Rally i klass 1600 cm³ grupp II, år 1973 fortsatte framgångarna i rally. Dessutom så slog man hastighetsrekord i långdistanslopp på 25 000 km; 138,08 km/h, 25 000 miles; 138,18 km/h och på 50 000 km; 138,27 km/h. 
Polski Fiat/FSO 125P tillverkades fram till 1991 i 1 445 699 exemplar. 